# جوني لويس (دي جيه)
جوني لويس (بالإنجليزية: Johnny Lewis)‏ هو دي جيه بريطاني، ولد في 25 ديسمبر 1958 في إبسوتش في المملكة المتحدة.